# Moosacher St.-Martins-Platz

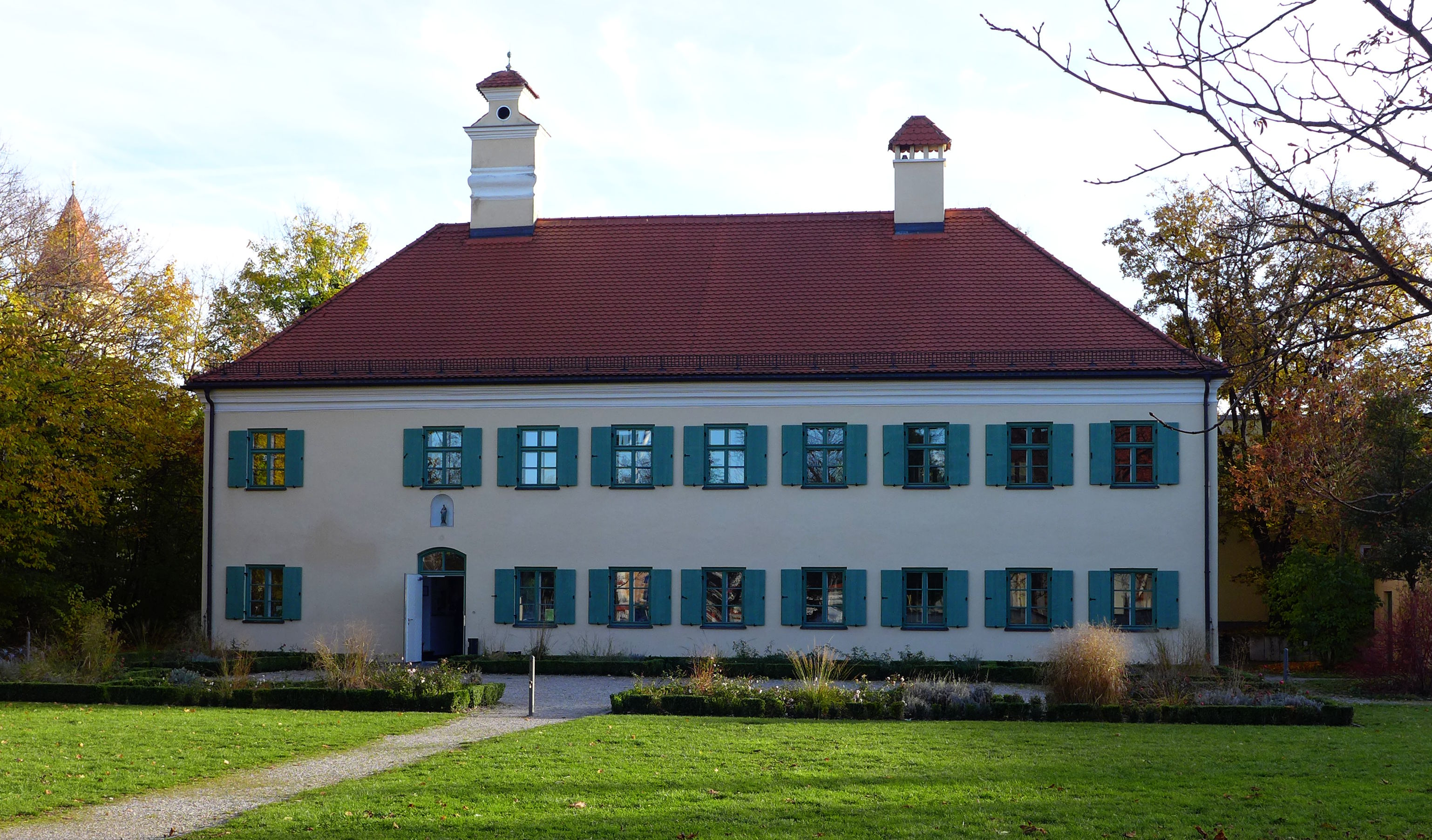
Pelkovenschlössl am Moosacher St.-Martins-Platz

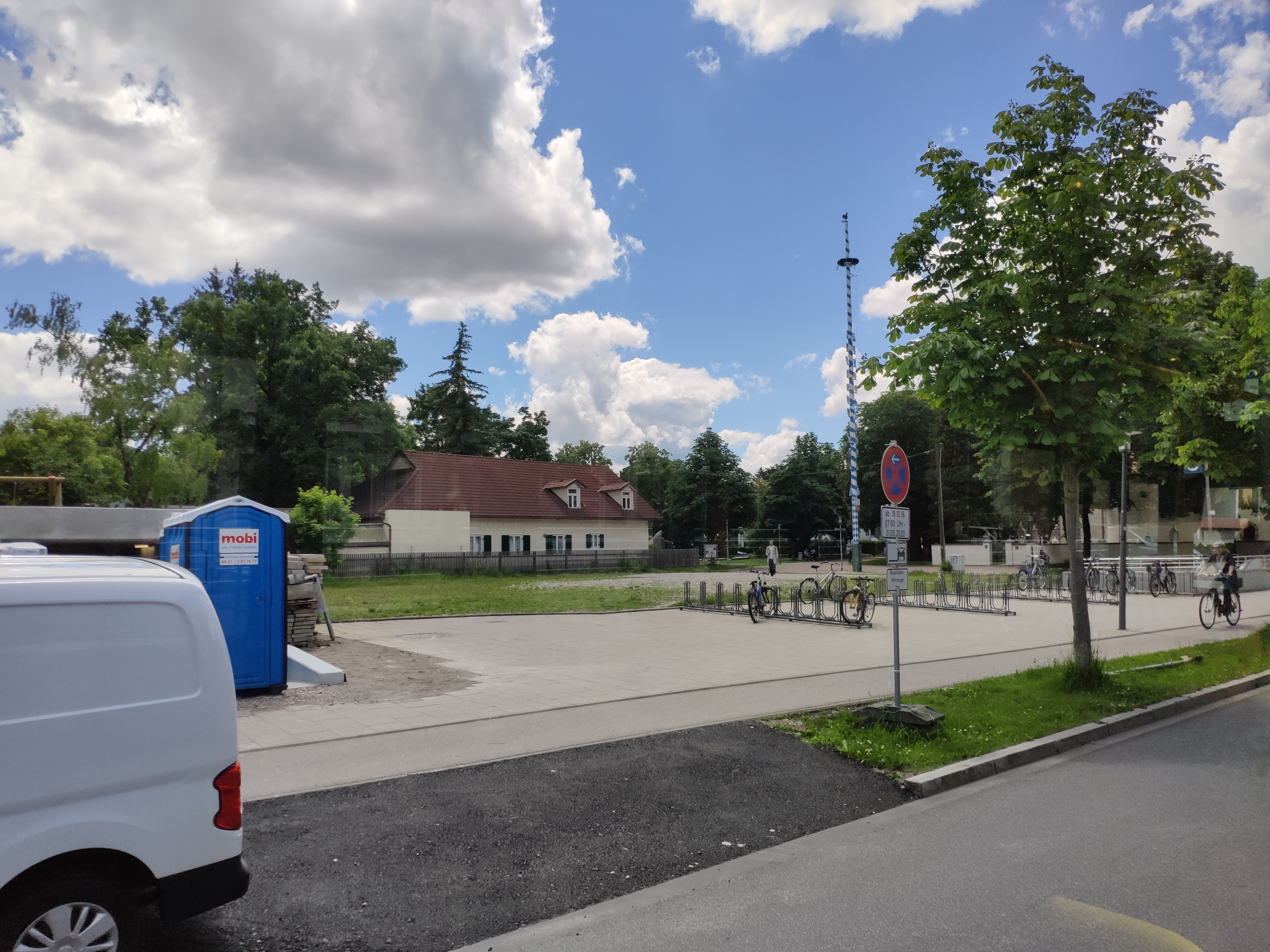
Moosacher St.-Martins-Platz mit Maibaum

Der Moosacher St.-Martins-Platz befindet sich im Münchner Stadtteil Moosach.

## Geschichte
Der Moosacher St.-Martins-Platz liegt an der Pelkovenstraße östlich der alten Pfarrkirche St. Martin. Diese ist seit der Eingemeindung Moosachs in die Landeshauptstadt München 1913 die älteste Kirche im Stadtgebiet. Südlich wird der Platz vom Pelkovenschlössl begrenzt. Beide Bauten bildeten ursprünglich den Ortskern von Alt-Moosach. Traditionell findet am Platz jährlich das Moosacher Maibaumfest mit Tanz und Böllerschüssen statt.
Mit dem gleichnamigen U-Bahnhof Moosacher St.-Martins-Platz ist der Platz an die Linie U3 angeschlossen.

## Sonstiges
Vor der Aussegnungshalle des Ostfriedhofs in Obergiesing gibt es einen weiteren St.-Martins-Platz. Dieser mit Giesing bereits 1854 nach München eingemeindete Platz trägt ebenso wie die dortige Trambahn-Station (Linie 18) keinen Zusatz.